# 타이거 스카이 타워
타이거 스카이 타워(영어: Tiger Sky Tower)는 싱가포르 센토사섬 임비아 룩아웃에 있던 전망탑이다. 2004년부터 2008년까지 칼스버그 그룹이 스폰서였으며, 그동안의 이름은 칼스버그 스카이 타워(Carlsberg Sky Tower)였다. 2008년 타이거 맥주가 스폰서를 맡으면서 타이거 스카이 타워로 이름이 바뀌었다.
2004년 2월 7일에 개장하였으며, 2018년 10월 22일에 폐쇄하였다. 또한 이 탑은 다른 나라로 옮겨진다고 알려져 있다.